# Utivarachna
Utivarachna es un género de arañas araneomorfas de la familia Corinnidae. Se encuentra en Asia.

## Lista de especies
Según The World Spider Catalog 12.0:
- Utivarachna accentuata (Simon, 1896)
- Utivarachna bucculenta Deeleman-Reinhold, 2001
- Utivarachna chamaeleon Deeleman-Reinhold, 2001
- Utivarachna dusun Deeleman-Reinhold, 2001
- Utivarachna fronto (Simon, 1906)
- Utivarachna fukasawana Kishida, 1940
- Utivarachna gui (Zhu, Song & Kim, 1998)
- Utivarachna ichneumon Deeleman-Reinhold, 2001
- Utivarachna kinabaluensis Deeleman-Reinhold, 2001
- Utivarachna phyllicola Deeleman-Reinhold, 2001
- Utivarachna rama Chami-Kranon & Likhitrakarn, 2007
- Utivarachna rubra Deeleman-Reinhold, 2001
- Utivarachna taiwanica (Hayashi & Yoshida, 1993)